# Natação no Campeonato Mundial de Esportes Aquáticos de 2023 - 200 m peito feminino
A disputa na modalidade 200 metros peito feminino de Natação no Campeonato Mundial de Esportes Aquáticos de 2023 fora realizada nos dias 24 e 25 de julho de 2023 na Marine Messe Fukuoka em Fukuoka, no Japão. Ao todo, 37 nadadoras de 35 Comitês Olímpicos Nacionais estavam previstas para participarem do evento.

## Formato da competição
A competição consiste em três rodadas: eliminatórias, semifinais e final. Os nadadores com os 16 melhores tempos nas baterias preliminares avançam as semifinais. Já os nadadores com os 8 melhores tempos nas semifinais avançam a final. Desempates (swim-offs) são utilizados conforme necessário para quebrar os empates de avanço a próxima rodada.

## Calendário
Todos os horários estão na Hora legal japonesa (UTC+9).
| Data                | Horário | Fase          |
| ------------------- | ------- | ------------- |
| 27 de julho de 2023 | 11:09   | Eliminatórias |
| 27 de julho de 2023 | 20:28   | Semifinais    |
| 28 de julho de 2023 | 21:45   | Final         |

## Recordes
Antes desta competição, os recordes mundiais e do campeonato nesta prova eram os seguintes:
| Tipo                  | Atleta                | Tempo     | Local     | Data                |
| --------------------- | --------------------- | --------- | --------- | ------------------- |
|                       | Evgeniia Chikunova    | 2m 17s 55 | Kazan     | 21 de abril de 2023 |
| Recorde do campeonato | Rikke Møller Pedersen | 2m 19s 11 | Barcelona | 1 de agosto de 2013 |

## Medalhistas
| Ouro                                | Prata                          | Bronze                       |
| Tatjana Schoenmaker · África do Sul | Kate Douglass · Estados Unidos | Tes Schouten · Países Baixos |

## Resultados

### Eliminatórias
As eliminatórias foram realizadas no dia 27 de julho com início às 11:11.
| Rank | Heat | Lane | Name                   | Nationality    | Time    | Notes            |
| ---- | ---- | ---- | ---------------------- | -------------- | ------- | ---------------- |
| 1    | 2    | 4    | Tes Schouten           | Países Baixos  | 2:22.43 | Q                |
| 2    | 4    | 5    | Tatjana Schoenmaker    | África do Sul  | 2:22.92 | Q                |
| 3    | 2    | 5    | Thea Blomsterberg      | Dinamarca      | 2:23.41 | Q                |
| 4    | 4    | 4    | Lilly King             | Estados Unidos | 2:23.68 | Q                |
| 5    | 4    | 6    | Kotryna Teterevkova    | Lituânia       | 2:24.87 | Q                |
| 6    | 2    | 6    | Abbey Harkin           | Austrália      | 2:25.11 | Q                |
| 7    | 2    | 7    | Gabrielle Assis        | Brasil         | 2:25.18 | Q,               |
| 8    | 4    | 3    | Runa Imai              | Japão          | 2:25.27 | Q                |
| 9    | 3    | 4    | Kate Douglass          | Estados Unidos | 2:25.50 | Q                |
| 10   | 3    | 6    | Kelsey Wog             | Canadá         | 2:25.60 | Q                |
| 11   | 3    | 5    | Ye Shiwen              | China          | 2:25.93 | Q                |
| 12   | 4    | 2    | Sophie Hansson         | Suécia         | 2:26.01 | Q                |
| 13   | 2    | 3    | Martina Carraro        | Itália         | 2:26.10 | Q                |
| 14   | 2    | 8    | Macarena Ceballos      | Argentina      | 2:26.18 | Q                |
| 15   | 3    | 3    | Lisa Mamié             | Suíça          | 2:26.55 | Q                |
| 16   | 3    | 7    | Mona McSharry          | Irlanda        | 2:26.59 | Q                |
| 17   | 2    | 1    | Ana Blažević           | Croácia        | 2:26.60 |                  |
| 18   | 3    | 1    | Jessica Vall           | Espanha        | 2:26.88 |                  |
| 19   | 2    | 2    | Kara Hanlon            | Reino Unido    | 2:27.16 |                  |
| 20   | 4    | 7    | Charlotte Bonnet       | França         | 2:27.47 |                  |
| 21   | 4    | 8    | Eneli Jefimova         | Estónia        | 2:27.60 |                  |
| 22   | 4    | 9    | Letitia Sim            | Singapura      | 2:27.73 | Recorde nacional |
| 23   | 3    | 8    | Kwon Se-hyun           | Coreia do Sul  | 2:27.93 |                  |
| 24   | 2    | 0    | Eleni Kontogeorgou     | Grécia         | 2:30.46 |                  |
| 25   | 3    | 0    | Melissa Rodríguez      | México         | 2:30.57 |                  |
| 26   | 3    | 9    | Phiangkhwan Pawapotako | Tailândia      | 2:35.12 |                  |
| 27   | 4    | 0    | Laura Lahtinen         | Finlândia      | 2:35.16 |                  |
| 28   | 1    | 7    | Aminata Barrow         | Gâmbia         | 2:37.01 |                  |
| 29   | 2    | 9    | Nadia Tudo Cubells     | Andorra        | 2:38.12 |                  |
| 30   | 1    | 4    | Valerie Tarazi         | Palestina      | 2:38.88 |                  |
| 31   | 1    | 2    | Jayla Pina             | Cabo Verde     | 2:41.75 |                  |
| 32   | 1    | 5    | Malak Meqdar           | Marrocos       | 2:43.42 |                  |
| 33   | 1    | 1    | Tara Aloul             | Jordânia       | 2:44.88 |                  |
| 34   | 1    | 3    | Ramudi Samarakoon      | Sri Lanka      | 2:45.61 |                  |
| 35   | 1    | 6    | Kelera Madunasoko      | Fiji           | 2:46.09 |                  |
| 36   | 3    | 2    | Anna Elendt            | Alemanha       | DNS     | DNS              |
| 36   | 4    | 1    | Lisa Angiolini         | Itália         | DNS     | DNS              |

### Semifinais
As semifinais foram disputadas no dia 27 de julho às 21:19.
| Pos. | Bateria | Raia | Nadadora            | CON            | Tempo   | Notas |
| ---- | ------- | ---- | ------------------- | -------------- | ------- | ----- |
| 1    | 1       | 4    | Tatjana Schoenmaker | África do Sul  | 2:21.31 | Q     |
| 2    | 2       | 4    | Tes Schouten        | Países Baixos  | 2:21.71 | Q     |
| 3    | 2       | 2    | Kate Douglass       | Estados Unidos | 2:21.99 | Q     |
| 4    | 1       | 5    | Lilly King          | Estados Unidos | 2:22.68 | Q     |
| 5    | 2       | 5    | Thea Blomsterberg   | Dinamarca      | 2:23.19 | Q     |
| 6    | 1       | 3    | Abbey Harkin        | Austrália      | 2:23.65 | Q     |
| 7    | 2       | 3    | Kotryna Teterevkova | Lituânia       | 2:24.12 | Q     |
| 8    | 1       | 2    | Kelsey Wog          | Canadá         | 2:24.16 | Q     |
| 9    | 1       | 6    | Runa Imai           | Japão          | 2:24.68 |       |
| 10   | 2       | 7    | Ye Shiwen           | China          | 2:24.76 |       |
| 11   | 2       | 8    | Lisa Mamié          | Suíça          | 2:24.84 |       |
| 12   | 2       | 6    | Gabrielle Assis     | Brasil         | 2:25.56 |       |
| 13   | 1       | 7    | Sophie Hansson      | Suécia         | 2:25.63 |       |
| 14   | 2       | 1    | Martina Carraro     | Itália         | 2:25.76 |       |
| 15   | 1       | 8    | Mona McSharry       | Irlanda        | 2:26.27 |       |
| 16   | 1       | 1    | Macarena Ceballos   | Argentina      | 2:26.68 |       |

### Final
A final fora realizada no dia 28 de julho às 20:49.
| Pos.              | Raia | Nadadora            | CON            | Tempo   | Notas            |
| ----------------- | ---- | ------------------- | -------------- | ------- | ---------------- |
| Medalha de ouro   | 4    | Tatjana Schoenmaker | África do Sul  | 2:20.80 |                  |
| Medalha de prata  | 3    | Kate Douglass       | Estados Unidos | 2:21.23 |                  |
| Medalha de bronze | 5    | Tes Schouten        | Países Baixos  | 2:21.63 | Recorde nacional |
| 4                 | 6    | Lilly King          | Estados Unidos | 2:22.25 |                  |
| 5                 | 2    | Thea Blomsterberg   | Dinamarca      | 2:22.42 |                  |
| 6                 | 1    | Kotryna Teterevkova | Lituânia       | 2:24.22 |                  |
| 7                 | 7    | Abbey Harkin        | Austrália      | 2:24.55 |                  |
| 8                 | 8    | Kelsey Wog          | Canadá         | 2:25.21 |                  |

Legenda
| Recorde mundial       | Recorde mundial (World record)               |                       | Recorde africano                      | Recorde africano (African) |                                           | Q | Classificado por posição (Qualified) |
| Recorde do campeonato | Recorde do campeonato (Championship record)  | Recorde da América    | Recorde da América (Americas)         | q                          | Classificado por melhor tempo (Qualified) |   |                                      |
| Melhor marca do ano   | Melhor marca do ano (World leading)          | Recorde asiático      | Recorde asiático (Asian)              | DNS                        | Não largou (Did not start)                |   |                                      |
| Recorde nacional      | Recorde nacional (National record)           | Recorde europeu       | Recorde europeu (European)            | DNF                        | Não terminou (Did not finish)             |   |                                      |
| Recorde pessoal       | Recorde pessoal do atleta (Personal best)    | Recorde da Oceania    | Recorde da Oceania (Oceania)          | DSQ / DQ                   | Desclassificado (Disqualified)            |   |                                      |
| Recorde da temporada  | Recorde da temporada do atleta (Season best) | Recorde sul-americano | Recorde sul-americano (South America) | NM                         | Sem marca (No mark)                       |   |                                      |